# WT.Social
WT.Social (или WikiTribune Social) — социальная сеть, в которой пользователи вносят свой вклад в формате «субвики» (subwiki).

## История
Проект был основан в октябре 2019 года основателем Википедии Джимми Уэльсом в качестве альтернативы Facebook и Twitter: он был разочарован в них назвав их «чепухой с кликбейтами».
В отличие от своего предшественника, Викитрибуны, который Уэльс основал вместе с Орит Копель, WT.Social не финансировались краудфандингом. Сервис не содержит рекламы и работает за счет пожертвований.
К 6 ноября на сайте было зарегистрировано 25 000 пользователей. Планировалось, что это число составит 200 000 к середине ноября и 400 000 к 3 декабря Однако, рост был неустойчивым: количество пользователей зарегистрированных по состоянию на 15 мая 2020 года, составило 446775.
По состоянию на 16 декабря 2021, количество зарегистрированных пользователей составляет примерно 473 800.
В Stanford Social Innovation Review за лето 2020 года Уэйлс сказал: «Мы не очень хорошо справляемся с тем, чтобы на самом деле демонстрировать лучшие материалы на платформе. Так что это своего рода следующий этап нашей эволюции». Этот подход включал в себя освещение вклада общественных деятелей.
В 2023 году WT.Social запустила WTS2 beta, ремейк WT.Social, который, по словам Уэйлса, станет фактическим программным обеспечением для WT.Social. В настоящее время он находится в стадии бета-тестирования, и Уэйлс объяснил отсутствие постов и активности на основной платформе WT.Social переходом пользователей на новое программное обеспечение. К июлю 2023 года WTS2 beta получила название «Trust Café» и была расценена журналистом Tages Anzeiger как представляющая интерес для людей, покидающих Twitter, хотя по функциям она больше похожа на Reddit и создается как сообщество. Во время короткого интервью в сентябре 2023 года Уэйлс назвал Trust Café «небольшим пилотным проектом», в котором «идея состоит в том, чтобы заменить социальные сети, которые действительно питаются вниманием, лайками, репостами и всем таким, а вместо этого голосами доверия, основанными на заслуживающих доверия членах нашего сообщества».

## Возможности
Формат WT.Social предназначен для борьбы с фейковыми новостями путем предоставления научно обоснованных новостей со ссылками и четкими источниками. Пользователи могут редактировать и отмечать вводящие в заблуждение ссылки.
WT.Social позволяет пользователям делиться ссылками на новостные сайты с другими пользователями в формате «subwiki».
Когда новый пользователь регистрируется, его помещают в список ожидания вместе с тысячами других пользователей. Чтобы пропустить очередь и получить доступ к сайту, пользователям нужно либо сделать пожертвование, либо поделиться ссылкой с друзьями.

## Программное обеспечение
На момент запуска WT. Social работает на проприетарном программном обеспечении, а не на свободном программном обеспечении (например, Mastodon или любом другом совместимом программном обеспечении, основанном на открытом стандарте, таком как Fediverse .
Однако, 7 ноября 2019 года Уэльс заявил, что он только что узнал о ActivityPub и изучает его. Позже он заявил, что в будущем код будет выпущен под GPLv3.

## Примечание
1. 1 2  Bradshaw, Tim. Wikipedia co-founder Jimmy Wales launches Twitter and Facebook rival. Financial Times (13 ноября 2019). Дата обращения: 4 марта 2021. Архивировано 17 ноября 2019 года.
2. ↑  WT.Social hit 400K members today! WT.Community (3 декабря 2019). Дата обращения: 4 марта 2021. Архивировано 3 февраля 2021 года.
3. ↑  446,775 Members on WT.Social. WT.Community (16 мая 2020). Архивировано из оригинала 15 мая 2020 года.
4. ↑  Количество участников в самом популярном subWiki на платформе (англ.) (16 декабря 2021). Дата обращения: 16 декабря 2021. Архивировано 16 декабря 2021 года.
5. ↑  The People’s Platform (SSIR) (амер. англ.). ssir.org. Дата обращения: 11 января 2025.
6. ↑  Das sind die besten Twitter-Alternativen (нем.). Tages-Anzeiger (4 июля 2023). Дата обращения: 11 января 2025.
7. ↑  Wikipedia co-founder reveals new 'trustworthy' social media platform Trust Cafe (англ.). LBC. Дата обращения: 11 января 2025.
8. ↑  Wikipedia founder's Facebook rival passes 200,000 users. The Independent (19 ноября 2019). Дата обращения: 4 марта 2021. Архивировано 19 ноября 2019 года.
9. ↑  Wikipedia co-founder wants to give you an alternative to Facebook and Twitter. Engadget (14 ноября 2019). Дата обращения: 4 марта 2021. Архивировано 19 декабря 2019 года.
10. ↑  Twitter thread (7 ноября 2019). — «Sounds interesting. Reading! Not likely to do anything like this soon as we are underfunded and just getting going. But it sounds interesting! [...] Ok. I am always interested in decentralization as a principle. I don't know of anything I could actually use in this case though. [...] Also, to be clear, I'm not being dismissive. I'm reading up on ActivityPub to see if there's a way to support it natively. If real tools are being built that I can interoperate with, that's a clear win all around.» Дата обращения: 4 марта 2021. Архивировано 7 ноября 2019 года.
11. ↑  Twitter statement (21 ноября 2019). — «I have decided to freely license the code for https://wt.social».+Дата обращения: 4 марта 2021. Архивировано 23 сентября 2021 года.